# Соцфилэкс-89
«Соцфилэкс-89» (рум. Socfilex '89) — название последней международной филателистической выставки в формате «Соцфилэкс», которая проходила в октябре 1989 года в Бакэу (Румыния). Она была посвящена миру и сотрудничеству в мире.

## Описание
Выставка проводилась с 7 по 14 октября 1989 года в Бакэу, в зале городского спортивного комплекса, где были размещены около 500 стендов с многочисленными коллекциями. В выставке принимали участие коллекционеры из Румынии, Болгарии, Венгрии, ГДР, Кубы, Польши, Чехословакии, Монголии и СССР.
В официальном классе были представлены экспозиции администраций связи и почтовых ведомств всех стран-участниц выставки, кроме Кубы. Почётный класс и класс «Соцфилэкс» составили, в основном, экспонаты филателистов из Болгарии и Румынии. Советские экспозиции большей частью были представлены в тематическом и литературном классах.

## Награды выставки
Всего на выставке было вручено 99 медалей различного достоинства за экспонаты и 24 — за литературу. Советские филателисты завоевали в общей сложности 28 наград (по 14 за экспонаты и литературу).
Большие золотые медали получили коллекции В. Синегубова и А. Линькова, золотые — коллекции Н. Соболева и Г. Малахова, позолоченные — коллекции И. Павлова и В. Садовникова. Журнал «Филателия СССР» в литературном классе был удостоен серебряной медали.

## «Соцфилэкс-89» в филателии
Румынская почта выпустила шесть односторонних почтовых карточек с оригинальной маркой, посвящённых выставке, с видами города Бакэу (здание спортивного комплекса, гостиница «Молдова», лагерь пионеров и школьников, этнографический музей), а также с изображением женского и мужского румынских национальных костюмов. На знаках почтовой оплаты, отпечатанных на этих карточках, была помещена эмблема выставки. Проводилось спецгашение. Кроме того, известна по меньшей мере одна открытка Румынии, приуроченная к выставке, с репродукцией картины румынского художника, на которой почтовый знак отсутствовал.

## Дальнейшая судьба выставки
«Соцфилэкс-89» — последняя выставка в рамках регулярных филателистических выставок, которые проводились совместно филателистическими организациями стран социалистического содружества. Следующая выставка «Соцфилэкс-90», намеченная на третий квартал 1990 года, уже не состоялась.
Главный редактор журнала «Филателия СССР» Ю. Г. Бехтерев в статье, рассказывавшей о филвыставке «Соцфилэкс-89», передал настроения того времени и отметил следующий факт:
…звучала в беседах (а их в Бакэу были десятки) и тревожная нота, которая, помнится, робко прозвенела ещё на предыдущем таком филофоруме — в венгерском Кечкемете. Вот смысл её: мир перестраивается, социалистические страны вступили в полосу обновления, а «Соцфилэксы» всего этого как бы не замечают. Тот же набор классов <…>, те же — из года в год кочующие темы… всё то же, меняются лишь страна, город и дата. Нет поиска, нет движения, а значит, не может быть и развития!